# Fietssnelweg F75
De F75 is een Belgisch-Limburgse fietssnelweg in opbouw tussen Beringen en Maasmechelen. Ze maakt samen met enkele andere snelwegen deel uit van de Kolenspoorroute, een verwijzing naar voormalige industriële treininfrastructuur. Volgens het plan zou ze 46 km lang worden.

## Traject
In het westen vindt de F75 zijn toekomstige startpunt op Be-MINE, een voormalige koolmijnsite in Beringen. Be-MINE zal in de toekomst met Antwerpen verbonden zijn via de F753/F5 en Leopoldsburg via de F754. Het plan is om de F75 van Be-MINE zuidoostwaarts langs de stations van Heusden en Zolder te laten lopen. Aan beide stations zijn deelfietsen beschikbaar.
Momenteel ligt het reeds berijdbare startpunt van de F75 aan natuurgebied Op Den Aenhof, dicht bij het Heusden-Zolderse gehucht Voort. Ten oosten komt de route tijdelijk samen met de F74 tussen Hasselt en Pelt.
Na een zuidwaartse knik loopt de F75 onder de E314 door, om dan een lange oostwaartse bocht te maken richting Zonhoven. In het oosten van Zonhoven loopt de F75 dwars door natuurgebied De Teut om uiteindelijk aan de Wagemanskeel uit te komen. De weg betreedt Genk via een bedrijventerrein waar onder andere H.Essers en IKEA gevestigd zijn. Aan dit bedrijventerrein ligt ook een goederentreinstation.
De F75 vervolgt naar het noorden, waar ze op fietstunnel De Bevoo uitkomt. Haar naam verwijst naar een bouveau, een soort ondergrondse betonnen tunnel waar mijnwagens met kolen maar ook fietsen door reden. Achter de tunnel kruist de F75 opnieuw de E314. Op het einde van de Seinhuisstraat komt de fietssnelweg terecht op het voormalige Kolenspoor. Dit stuk werd in juni 2025 geopend.

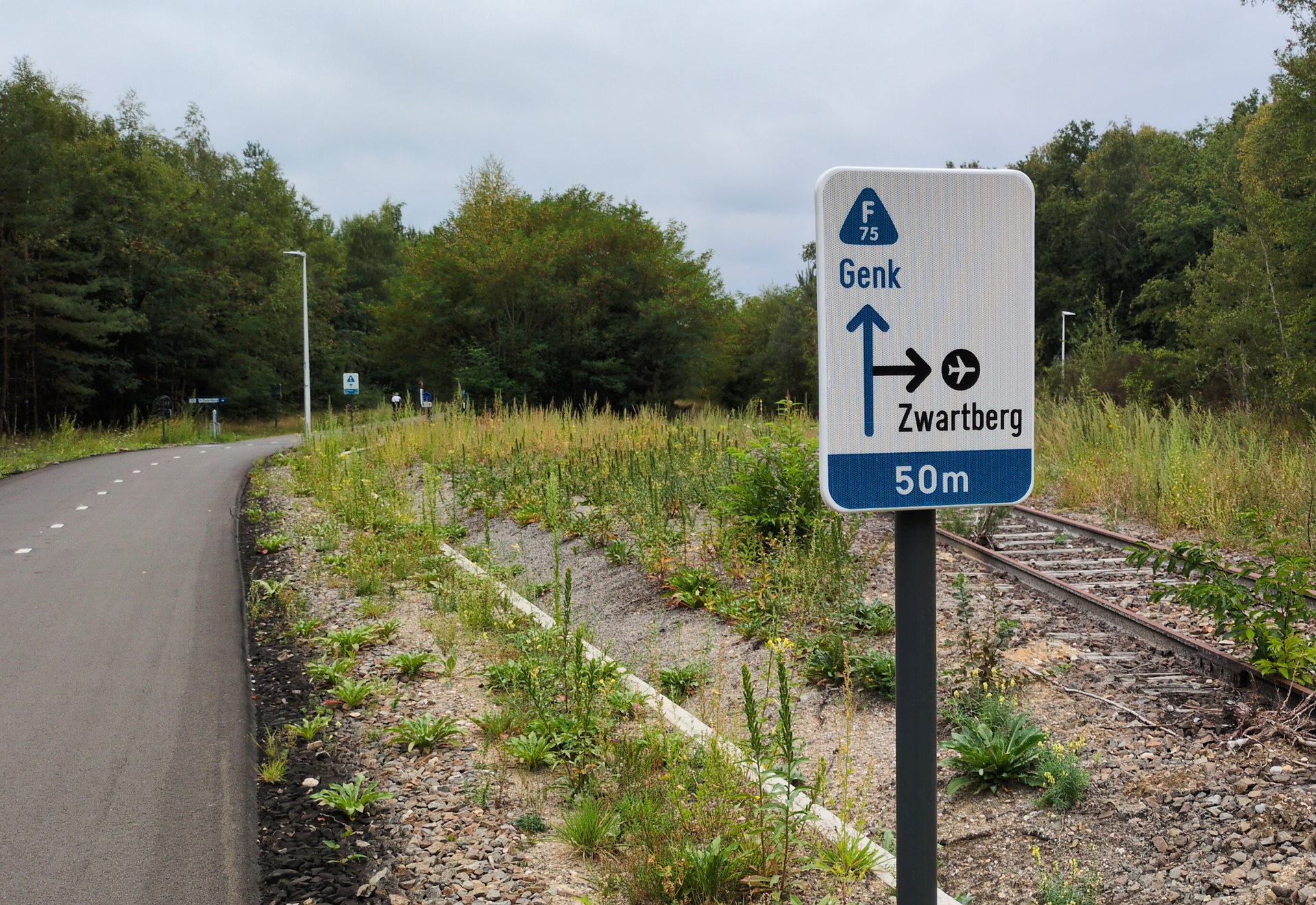
Aan het voormalige Kolenspoor zijn op veel plaatsen nog overblijfselen van oude treinsporen te zien.

Via dit spoor passeert de F75 onder andere het vliegveld van Zwartberg het stadion van KRC Genk, het Thorpark en het station van As. Vanaf het station loopt de fietssnelweg parallel met de N763 tussen As en Maasmechelen. Aan de Zuid-Willemsvaart ligt het oostelijke eindpunt van de route. Hier knoopt de F78 aan, waarlangs fietsers naar Lanaken of Dilsen-Stokkem kunnen rijden.